# Női röplabdatorna a 2000. évi nyári olimpiai játékokon
A 2000. évi nyári olimpiai játékokon a női röplabdatornát szeptember 16. és 30. között rendezték. A tornán 12 nemzet csapata vett részt.

## Lebonyolítás
A 12 résztvevőt 2 darab 6 csapatos csoportba sorsolták. Körmérkőzések döntötték el a csoportok végeredményét. A csoportból az első négy helyezett jutott tovább az negyeddöntőbe, ahonnan egyenes kieséses rendszerben folytatódott a torna. A csoportok ötödik és hatodik helyezettjei kiestek.

## Csoportkör
| Színmagyarázat                                              |
| ----------------------------------------------------------- |
| A csoportok első négy helyezettje bejutott a negyeddöntőbe. |
| A csoportok ötödik és hatodik helyezettjei kiestek.         |

### A csoport
|                        |      | Mérkőzések | Mérkőzések | Szettek | Szettek | Szettek | Pontok | Pontok | Pontok |
| Csapat                 | Pont | Gy         | V          | Sz+     | Sz–     | SzA     | P+     | P–     | PA     |
| ---------------------- | ---- | ---------- | ---------- | ------- | ------- | ------- | ------ | ------ | ------ |
| Brazília (BRA)         | 10   | 5          | 0          | 15      | 1       | 15,000  | 395    | 272    | 1,452  |
| Egyesült Államok (USA) | 9    | 4          | 1          | 13      | 4       | 3,250   | 392    | 306    | 1,281  |
| Horvátország (CRO)     | 8    | 3          | 2          | 9       | 9       | 1,000   | 411    | 389    | 1,057  |
| Kína (CHN)             | 7    | 2          | 3          | 8       | 9       | 0,889   | 371    | 365    | 1,016  |
| Ausztrália (AUS)       | 6    | 1          | 4          | 4       | 13      | 0,308   | 303    | 408    | 0,743  |
| Kenya (KEN)            | 5    | 0          | 5          | 2       | 15      | 0,133   | 280    | 412    | 0,680  |

| 2000. szeptember 16. 12:30 | Brazília (BRA)       | 3–0 | Kenya (KEN) | Nézőszám: 5500 Játékvezető: Marian Stamate (ROM), Songsak Chareonpong (THA) |
| 2000. szeptember 16. 12:30 | (25–8, 25–11, 25–13) |     |             | Nézőszám: 5500 Játékvezető: Marian Stamate (ROM), Songsak Chareonpong (THA) |

| 2000. szeptember 16. 14:30 | Horvátország (CRO)           | 3–1 | Ausztrália (AUS) | Nézőszám: 7330 Játékvezető: Juan Angel Pereyra (ARG), Mahmoud Hosni Abdel Megid (EGY) |
| 2000. szeptember 16. 14:30 | (25–21, 22–25, 25–14, 25–16) |     |                  | Nézőszám: 7330 Játékvezető: Juan Angel Pereyra (ARG), Mahmoud Hosni Abdel Megid (EGY) |

| 2000. szeptember 16. 21:10 | Kína (CHN)                   | 1–3 | Egyesült Államok (USA) | Nézőszám: 8250 Játékvezető: Klaus Fezer (GER), Hóbor Béla (HUN) |
| 2000. szeptember 16. 21:10 | (25–19, 21–25, 12–25, 24–26) |     |                        | Nézőszám: 8250 Játékvezető: Klaus Fezer (GER), Hóbor Béla (HUN) |

| 2000. szeptember 18. 12:00 | Kína (CHN)                   | 1–3 | Horvátország (CRO) | Nézőszám: 3266 Játékvezető: Jose Ramon Perez Vento (CUB), Klaus Fezer (GER) |
| 2000. szeptember 18. 12:00 | (25–23, 28–26, 20–25, 15–25) |     |                    | Nézőszám: 3266 Játékvezető: Jose Ramon Perez Vento (CUB), Klaus Fezer (GER) |

| 2000. szeptember 18. 14:30 | Egyesült Államok (USA) | 3–0 | Kenya (KEN) | Nézőszám: 4848 Játékvezető: Ivan Golianski (RUS), Themistoklis Kalpaktsoglou (GRE) |
| 2000. szeptember 18. 14:30 | (25–16, 25–6, 25–16)   |     |             | Nézőszám: 4848 Játékvezető: Ivan Golianski (RUS), Themistoklis Kalpaktsoglou (GRE) |

| 2000. szeptember 18. 18:30 | Ausztrália (AUS)      | 0–3 | Brazília (BRA) | Nézőszám: 7194 Játékvezető: Fernando Nava (MEX), Paolo Porcari (ITA) |
| 2000. szeptember 18. 18:30 | (13–25, 18–25, 17–25) |     |                | Nézőszám: 7194 Játékvezető: Fernando Nava (MEX), Paolo Porcari (ITA) |

| 2000. szeptember 20. 14:30 | Kenya (KEN)                  | 1–3 | Ausztrália (AUS) | Nézőszám: 6657 Játékvezető: Klaus Fezer (GER), Juan Angel Pereyra (ARG) |
| 2000. szeptember 20. 14:30 | (25–16, 20–25, 15–25, 26–28) |     |                  | Nézőszám: 6657 Játékvezető: Klaus Fezer (GER), Juan Angel Pereyra (ARG) |

| 2000. szeptember 20. 18:30 | Brazília (BRA)        | 3–0 | Kína (CHN) | Nézőszám: 8437 Játékvezető: Paolo Porcari (ITA), Jarmo Tapio Salonen (FIN) |
| 2000. szeptember 20. 18:30 | (25–21, 25–21, 25–18) |     |            | Nézőszám: 8437 Játékvezető: Paolo Porcari (ITA), Jarmo Tapio Salonen (FIN) |

| 2000. szeptember 20. 20:30 | Horvátország (CRO)    | 0–3 | Egyesült Államok (USA) | Nézőszám: 8457 Játékvezető: Kim Kun-Tae (KOR), Songsak Chareonpong (THA) |
| 2000. szeptember 20. 20:30 | (19–25, 18–25, 16–25) |     |                        | Nézőszám: 8457 Játékvezető: Kim Kun-Tae (KOR), Songsak Chareonpong (THA) |

| 2000. szeptember 22. 10:00 | Kína (CHN)            | 3–0 | Kenya (KEN) | Nézőszám: 4001 Játékvezető: Themistoklis Kalpaktsoglou (GRE), Songsak Chareonpong (THA) |
| 2000. szeptember 22. 10:00 | (25–15, 25–14, 25–18) |     |             | Nézőszám: 4001 Játékvezető: Themistoklis Kalpaktsoglou (GRE), Songsak Chareonpong (THA) |

| 2000. szeptember 22. 18:30 | Horvátország (CRO)    | 0–3 | Brazília (BRA) | Nézőszám: 8217 Játékvezető: Jose Ramon Perez Vento (CUB), Paolo Porcari (ITA) |
| 2000. szeptember 22. 18:30 | (21–25, 23–25, 23–25) |     |                | Nézőszám: 8217 Játékvezető: Jose Ramon Perez Vento (CUB), Paolo Porcari (ITA) |

| 2000. szeptember 22. 20:30 | Egyesült Államok (USA) | 3–0 | Ausztrália (AUS) | Nézőszám: 8219 Játékvezető: Jarmo Tapio Salonen (FIN), Ivan Golianski (RUS) |
| 2000. szeptember 22. 20:30 | (25–11, 25–17, 25–10)  |     |                  | Nézőszám: 8219 Játékvezető: Jarmo Tapio Salonen (FIN), Ivan Golianski (RUS) |

| 2000. szeptember 24. 10:00 | Kenya (KEN)                  | 1–3 | Horvátország (CRO) | Nézőszám: 4686 Játékvezető: Abdulkhaleq Isa Al Sabah (BRN), Songsak Chareonpong (THA) |
| 2000. szeptember 24. 10:00 | (25–18, 16–25, 18–25, 18–25) |     |                    | Nézőszám: 4686 Játékvezető: Abdulkhaleq Isa Al Sabah (BRN), Songsak Chareonpong (THA) |

| 2000. szeptember 24. 12:00 | Brazília (BRA)               | 3–1 | Egyesült Államok (USA) | Nézőszám: 4686 Játékvezető: Takashi Shimoyama (JPN), Hóbor Béla (HUN) |
| 2000. szeptember 24. 12:00 | (25–17, 20–25, 25–15, 25–15) |     |                        | Nézőszám: 4686 Játékvezető: Takashi Shimoyama (JPN), Hóbor Béla (HUN) |

| 2000. szeptember 24. 18:30 | Ausztrália (AUS)      | 0–3 | Kína (CHN) | Nézőszám: 8176 Játékvezető: Jose Ramon Perez Vento (CUB), Klaus Fezer (GER) |
| 2000. szeptember 24. 18:30 | (18–25, 14–25, 15–25) |     |            | Nézőszám: 8176 Játékvezető: Jose Ramon Perez Vento (CUB), Klaus Fezer (GER) |

### B csoport
|                   |      | Mérkőzések | Mérkőzések | Szettek | Szettek | Szettek | Pontok | Pontok | Pontok |
| Csapat            | Pont | Gy         | V          | Sz+     | Sz–     | SzA     | P+     | P–     | PA     |
| ----------------- | ---- | ---------- | ---------- | ------- | ------- | ------- | ------ | ------ | ------ |
| Oroszország (RUS) | 10   | 5          | 0          | 15      | 5       | 3,000   | 465    | 392    | 1,186  |
| Kuba (CUB)        | 9    | 4          | 1          | 14      | 4       | 3,500   | 419    | 332    | 1,262  |
| Dél-Korea (KOR)   | 8    | 3          | 2          | 9       | 9       | 1,000   | 393    | 413    | 0,952  |
| Németország (GER) | 7    | 2          | 3          | 8       | 10      | 0,800   | 380    | 395    | 0,962  |
| Olaszország (ITA) | 6    | 1          | 4          | 7       | 12      | 0,583   | 427    | 446    | 0,957  |
| Peru (PER)        | 5    | 0          | 5          | 2       | 15      | 0,133   | 316    | 422    | 0,749  |

| 2000. szeptember 16. 10:00 | Németország (GER)     | 0–3 | Kuba (CUB) | Nézőszám: 4437 Játékvezető: Dean Turner (AUS), Wang Ning (CHN) |
| 2000. szeptember 16. 10:00 | (18–25, 18–25, 18–25) |     |            | Nézőszám: 4437 Játékvezető: Dean Turner (AUS), Wang Ning (CHN) |

| 2000. szeptember 16. 12:00 | Peru (PER)            | 0–3 | Oroszország (RUS) | Nézőszám: 4637 Játékvezető: Doug Wayne Wilson (USA), Fernando Nava (MEX) |
| 2000. szeptember 16. 12:00 | (17–25, 13–25, 20–25) |     |                   | Nézőszám: 4637 Játékvezető: Doug Wayne Wilson (USA), Fernando Nava (MEX) |

| 2000. szeptember 16. 18:30 | Dél-Korea (KOR)                     | 3–2 | Olaszország (ITA) | Nézőszám: 8250 Játékvezető: Josebel Palmeirim (BRA), Jose Ramon Perez Vento (CUB) |
| 2000. szeptember 16. 18:30 | (23–25, 25–18, 25–22, 22–25, 27–25) |     |                   | Nézőszám: 8250 Játékvezető: Josebel Palmeirim (BRA), Jose Ramon Perez Vento (CUB) |

| 2000. szeptember 18. 10:00 | Olaszország (ITA)     | 3–0 | Peru (PER) | Nézőszám: 3266 Játékvezető: Songsak Chareonpong (THA), Dean Turner (AUS) |
| 2000. szeptember 18. 10:00 | (25–15, 25–20, 25–20) |     |            | Nézőszám: 3266 Játékvezető: Songsak Chareonpong (THA), Dean Turner (AUS) |

| 2000. szeptember 18. 12:30 | Németország (GER)     | 0–3 | Dél-Korea (KOR) | Nézőszám: 4918 Játékvezető: Josebel Palmeirim (BRA), Doug Wayne Wilson (USA) |
| 2000. szeptember 18. 12:30 | (16–25, 21–25, 22–25) |     |                 | Nézőszám: 4918 Játékvezető: Josebel Palmeirim (BRA), Doug Wayne Wilson (USA) |

| 2000. szeptember 18. 20:30 | Kuba (CUB)                          | 2–3 | Oroszország (RUS) | Nézőszám: 6694 Játékvezető: Juan Angel Pereyra (ARG), Wang Ning (CHN) |
| 2000. szeptember 18. 20:30 | (25–20, 21–25, 25–21, 12–25, 13–15) |     |                   | Nézőszám: 6694 Játékvezető: Juan Angel Pereyra (ARG), Wang Ning (CHN) |

| 2000. szeptember 20. 10:00 | Peru (PER)            | 0–3 | Németország (GER) | Nézőszám: 3235 Játékvezető: Wang Ning (CHN), Ray Harris (AUS) |
| 2000. szeptember 20. 10:00 | (16–25, 19–25, 16–25) |     |                   | Nézőszám: 3235 Játékvezető: Wang Ning (CHN), Ray Harris (AUS) |

| 2000. szeptember 20. 12:00 | Oroszország (RUS)            | 3–1 | Olaszország (ITA) | Nézőszám: 3385 Játékvezető: Stoyan Kostov Stoyanov (BUL), Hóbor Béla (HUN) |
| 2000. szeptember 20. 12:00 | (29–31, 25–18, 25–21, 25–19) |     |                   | Nézőszám: 3385 Játékvezető: Stoyan Kostov Stoyanov (BUL), Hóbor Béla (HUN) |

| 2000. szeptember 20. 12:30 | Dél-Korea (KOR)       | 0–3 | Kuba (CUB) | Nézőszám: 6457 Játékvezető: Themistoklis Kalpaktsoglou (GRE), Mahmoud Hosni Abdel Megid (EGY) |
| 2000. szeptember 20. 12:30 | (17–25, 13–25, 15–25) |     |            | Nézőszám: 6457 Játékvezető: Themistoklis Kalpaktsoglou (GRE), Mahmoud Hosni Abdel Megid (EGY) |

| 2000. szeptember 22. 12:00 | Kuba (CUB)            | 3–0 | Olaszország (ITA) | Nézőszám: 4058 Játékvezető: Juan Angel Pereyra (ARG), Josebel Palmeirim (BRA) |
| 2000. szeptember 22. 12:00 | (25–18, 25–21, 25–20) |     |                   | Nézőszám: 4058 Játékvezető: Juan Angel Pereyra (ARG), Josebel Palmeirim (BRA) |

| 2000. szeptember 22. 12:30 | Dél-Korea (KOR)              | 3–1 | Peru (PER) | Nézőszám: 6650 Játékvezető: Marian Stamate (ROM), Stoyan Kostov Stoyanov (BUL) |
| 2000. szeptember 22. 12:30 | (19–25, 25–19, 28–26, 25–17) |     |            | Nézőszám: 6650 Játékvezető: Marian Stamate (ROM), Stoyan Kostov Stoyanov (BUL) |

| 2000. szeptember 22. 14:35 | Németország (GER)                  | 2–3 | Oroszország (RUS) | Nézőszám: 6706 Játékvezető: Takashi Shimoyama (JPN), Dean Turner (AUS) |
| 2000. szeptember 22. 14:35 | (23–25, 25–23, 25–14, 26–28, 6–15) |     |                   | Nézőszám: 6706 Játékvezető: Takashi Shimoyama (JPN), Dean Turner (AUS) |

| 2000. szeptember 24. 12:30 | Olaszország (ITA)            | 1–3 | Németország (GER) | Nézőszám: 8007 Játékvezető: Fernando Nava (MEX), Josebel Palmeirim (BRA) |
| 2000. szeptember 24. 12:30 | (22–25, 25–13, 21–25, 21–25) |     |                   | Nézőszám: 8007 Játékvezető: Fernando Nava (MEX), Josebel Palmeirim (BRA) |

| 2000. szeptember 24. 14:40 | Peru (PER)                   | 1–3 | Kuba (CUB) | Nézőszám: 8087 Játékvezető: Dean Turner (AUS), Wang Ning (CHN) |
| 2000. szeptember 24. 14:40 | (25–23, 12–25, 16–25, 16–25) |     |            | Nézőszám: 8087 Játékvezető: Dean Turner (AUS), Wang Ning (CHN) |

| 2000. szeptember 24. 20:30 | Oroszország (RUS)     | 3–0 | Dél-Korea (KOR) | Nézőszám: 8226 Játékvezető: Juan Angel Pereyra (ARG), Mahmoud Hosni Abdel Megid (EGY) |
| 2000. szeptember 24. 20:30 | (25–15, 25–21, 25–16) |     |                 | Nézőszám: 8226 Játékvezető: Juan Angel Pereyra (ARG), Mahmoud Hosni Abdel Megid (EGY) |

## Egyenes kieséses szakasz
|  |                |                        |                   |                   |   |                        |                        |                |                |                |               |       |       |
|  | Negyeddöntők   | Negyeddöntők           | Negyeddöntők      |                   |   | Elődöntők              | Elődöntők              | Elődöntők      |                |                | Döntő         | Döntő | Döntő |
|  | Negyeddöntők   | Negyeddöntők           | Negyeddöntők      |                   |   | Elődöntők              | Elődöntők              | Elődöntők      |                |                | Döntő         | Döntő | Döntő |
|  | szeptember 26. |                        |                   |                   |   |                        |                        |                |                |                |               |       |       |
|  |                |                        |                   |                   |   |                        |                        |                |                |                |               |       |       |
|  | A1             | Brazília (BRA)         | 3                 |                   |   |                        |                        |                |                |                |               |       |       |
|  | A1             | Brazília (BRA)         | 3                 | szeptember 28.    |   |                        |                        |                |                |                |               |       |       |
|  | B4             | Németország (GER)      | 0                 |                   |   |                        |                        |                |                |                |               |       |       |
|  | B4             | Németország (GER)      | 0                 |                   |   | Brazília (BRA)         | Brazília (BRA)         | 2              |                |                |               |       |       |
|  | szeptember 26. |                        |                   |                   |   | Brazília (BRA)         | Brazília (BRA)         | 2              |                |                |               |       |       |
|  |                |                        | Kuba (CUB)        | Kuba (CUB)        | 3 |                        |                        |                |                |                |               |       |       |
|  | A3             | Horvátország (CRO)     | Kuba (CUB)        | Kuba (CUB)        | 3 | 0                      |                        |                |                |                |               |       |       |
|  | A3             | Horvátország (CRO)     |                   |                   |   | 0                      | szeptember 30.         |                |                |                |               |       |       |
|  | B2             | Kuba (CUB)             | 3                 |                   |   |                        |                        |                |                |                |               |       |       |
|  | B2             | Kuba (CUB)             | 3                 |                   |   | Kuba (CUB)             | Kuba (CUB)             | 3              |                |                |               |       |       |
|  | szeptember 26. |                        |                   |                   |   | Kuba (CUB)             | Kuba (CUB)             | 3              |                |                |               |       |       |
|  |                |                        | Oroszország (RUS) | Oroszország (RUS) | 2 |                        |                        |                |                |                |               |       |       |
|  | A2             | Egyesült Államok (USA) | Oroszország (RUS) | Oroszország (RUS) | 2 | 3                      |                        |                |                |                |               |       |       |
|  | A2             | Egyesült Államok (USA) | szeptember 28.    |                   |   | 3                      |                        |                |                |                |               |       |       |
|  | B3             | Dél-Korea (KOR)        | 2                 |                   |   |                        |                        |                |                |                |               |       |       |
|  | B3             | Dél-Korea (KOR)        | 2                 |                   |   | Egyesült Államok (USA) | Egyesült Államok (USA) | 2              | Bronzmérkőzés  | Bronzmérkőzés  | Bronzmérkőzés |       |       |
|  | szeptember 26. |                        |                   |                   |   | Egyesült Államok (USA) | Egyesült Államok (USA) | 2              | Bronzmérkőzés  | Bronzmérkőzés  | Bronzmérkőzés |       |       |
|  |                |                        | Oroszország (RUS) | Oroszország (RUS) | 3 |                        |                        | szeptember 30. | szeptember 30. | szeptember 30. |               |       |       |
|  | A4             | Kína (CHN)             | Oroszország (RUS) | Oroszország (RUS) | 3 | 0                      |                        | szeptember 30. | szeptember 30. | szeptember 30. |               |       |       |
|  | A4             | Kína (CHN)             |                   |                   |   |                        |                        | Brazília (BRA) | Brazília (BRA) | 3              |               |       |       |
|  | B1             | Oroszország (RUS)      | 3                 |                   |   |                        |                        | Brazília (BRA) | Brazília (BRA) | 3              |               |       |       |
|  | B1             | Oroszország (RUS)      | 3                 |                   |   | Egyesült Államok (USA) | Egyesült Államok (USA) | 0              |                |                |               |       |       |
|  |                |                        |                   |                   |   | Egyesült Államok (USA) | Egyesült Államok (USA) | 0              |                |                |               |       |       |

### Negyeddöntők
| 2000. szeptember 26. 12:30 | Horvátország (CRO)    | 0–3 | Kuba (CUB) | Nézőszám: 6308 Játékvezető: Kim Kun-Tae (KOR), Takashi Shimoyama (JPN) |
| 2000. szeptember 26. 12:30 | (18–25, 23–25, 21–25) |     |            | Nézőszám: 6308 Játékvezető: Kim Kun-Tae (KOR), Takashi Shimoyama (JPN) |

| 2000. szeptember 26. 14:30 | Kína (CHN)            | 0–3 | Oroszország (RUS) | Nézőszám: 6358 Játékvezető: Josebel Palmeirim (BRA), Fernando Nava (MEX) |
| 2000. szeptember 26. 14:30 | (25–27, 23–25, 26–28) |     |                   | Nézőszám: 6358 Játékvezető: Josebel Palmeirim (BRA), Fernando Nava (MEX) |

| 2000. szeptember 26. 18:30 | Brazília (BRA)        | 3–0 | Németország (GER) | Nézőszám: 7421 Játékvezető: Songsak Chareonpong (THA), Abdulkhaleq Isa Al Sabah (BRN) |
| 2000. szeptember 26. 18:30 | (25–22, 25–18, 25–17) |     |                   | Nézőszám: 7421 Játékvezető: Songsak Chareonpong (THA), Abdulkhaleq Isa Al Sabah (BRN) |

| 2000. szeptember 26. 20:30 | Egyesült Államok (USA)              | 3–2 | Dél-Korea (KOR) | Nézőszám: 7496 Játékvezető: Jarmo Tapio Salonen (FIN), Paolo Porcari (ITA) |
| 2000. szeptember 26. 20:30 | (26–24, 17–25, 25–23, 25–27, 16–14) |     |                 | Nézőszám: 7496 Játékvezető: Jarmo Tapio Salonen (FIN), Paolo Porcari (ITA) |

### Az 5–8. helyért
| 2000. szeptember 27. 10:00 | Németország (GER)            | 3–1 | Horvátország (CRO) | Nézőszám: 4571 Játékvezető: Mahmoud Hosni Abdel Megid (EGY), Paolo Porcari (ITA) |
| 2000. szeptember 27. 10:00 | (27–25, 27–29, 25–21, 25–18) |     |                    | Nézőszám: 4571 Játékvezető: Mahmoud Hosni Abdel Megid (EGY), Paolo Porcari (ITA) |

| 2000. szeptember 27. 12:20 | Dél-Korea (KOR)              | 1–3 | Kína (CHN) | Nézőszám: 4572 Játékvezető: Marian Stamate (ROM), Klaus Fezer (GER) |
| 2000. szeptember 27. 12:20 | (25–23, 14–25, 23–25, 19–25) |     |            | Nézőszám: 4572 Játékvezető: Marian Stamate (ROM), Klaus Fezer (GER) |

### Elődöntők
| 2000. szeptember 28. 18:30 | Brazília (BRA)                     | 2–3 | Kuba (CUB) | Nézőszám: 9026 Játékvezető: Paolo Porcari (ITA), Dean Turner (AUS) |
| 2000. szeptember 28. 18:30 | (29–27, 19–25, 25–21, 19–25, 9–15) |     |            | Nézőszám: 9026 Játékvezető: Paolo Porcari (ITA), Dean Turner (AUS) |

| 2000. szeptember 28. 20:55 | Egyesült Államok (USA)             | 2–3 | Oroszország (RUS) | Nézőszám: 9031 Játékvezető: Juan Angel Pereyra (ARG), Songsak Chareonpong (THA) |
| 2000. szeptember 28. 20:55 | (15–25, 25–23, 15–25, 28–26, 8–15) |     |                   | Nézőszám: 9031 Játékvezető: Juan Angel Pereyra (ARG), Songsak Chareonpong (THA) |

### A 7. helyért
| 2000. szeptember 28. 12:30 | Horvátország (CRO)           | 3–1 | Dél-Korea (KOR) | Nézőszám: 5398 Játékvezető: Ivan Golianski (RUS), Ray Harris (AUS) |
| 2000. szeptember 28. 12:30 | (25–18, 24–26, 25–22, 25–21) |     |                 | Nézőszám: 5398 Játékvezető: Ivan Golianski (RUS), Ray Harris (AUS) |

### Az 5. helyért
| 2000. szeptember 28. 14:40 | Németország (GER)            | 1–3 | Kína (CHN) | Nézőszám: 5504 Játékvezető: Fernando Nava (MEX), David Smith (AUS) |
| 2000. szeptember 28. 14:40 | (19–25, 19–25, 25–22, 18–25) |     |            | Nézőszám: 5504 Játékvezető: Fernando Nava (MEX), David Smith (AUS) |

### Bronzmérkőzés
| 2000. szeptember 30. 12:30 | Brazília (BRA)        | 3–0 | Egyesült Államok (USA) | Nézőszám: 9044 Játékvezető: Stoyan Kostov Stoyanov (BUL), Hóbor Béla (HUN) |
| 2000. szeptember 30. 12:30 | (25–18, 25–22, 25–21) |     |                        | Nézőszám: 9044 Játékvezető: Stoyan Kostov Stoyanov (BUL), Hóbor Béla (HUN) |

### Döntő
| 2000. szeptember 30. 14:30 | Kuba (CUB)                         | 3–2 | Oroszország (RUS) | Nézőszám: 9444 Játékvezető: Josebel Palmeirim (BRA), Songsak Chareonpong (THA) |
| 2000. szeptember 30. 14:30 | (25–27, 32–34, 25–19, 25–18, 15–7) |     |                   | Nézőszám: 9444 Játékvezető: Josebel Palmeirim (BRA), Songsak Chareonpong (THA) |

| A 2000. évi nyári olimpiai játékok női röplabdatornájának olimpiai bajnoka |
| · KUBA · 3. cím                                                            |
| -------------------------------------------------------------------------- |

## Végeredmény
|          |                        |      | Mérkőzések | Mérkőzések | Szettek | Szettek | Szettek | Pontok | Pontok | Pontok |
| Helyezés | Csapat                 | Pont | Gy         | V          | Sz+     | Sz–     | SzA     | P+     | P–     | PA     |
| -------- | ---------------------- | ---- | ---------- | ---------- | ------- | ------- | ------- | ------ | ------ | ------ |
| Arany    | Kuba (CUB)             | 15   | 7          | 1          | 23      | 8       | 2,875   | 729    | 600    | 1,215  |
| Ezüst    | Oroszország (RUS)      | 15   | 7          | 1          | 23      | 10      | 2,300   | 763    | 678    | 1,125  |
| Bronz    | Brazília (BRA)         | 15   | 7          | 1          | 23      | 4       | 5,750   | 646    | 503    | 1,284  |
| 4.       | Egyesült Államok (USA) | 13   | 5          | 3          | 18      | 12      | 1,500   | 653    | 608    | 1,074  |
|          |                        |      |            |            |         |         |         |        |        |        |
| 5.       | Kína (CHN)             | 12   | 4          | 4          | 14      | 14      | 1,000   | 639    | 613    | 1,042  |
| 6.       | Németország (GER)      | 11   | 3          | 5          | 12      | 17      | 0,706   | 622    | 660    | 0,942  |
| 7.       | Horvátország (CRO)     | 12   | 4          | 4          | 13      | 16      | 0,813   | 665    | 655    | 1,015  |
| 8.       | Dél-Korea (KOR)        | 11   | 3          | 5          | 13      | 18      | 0,722   | 681    | 719    | 0,947  |
|          |                        |      |            |            |         |         |         |        |        |        |
| 9.       | Olaszország (ITA)      | 6    | 1          | 4          | 7       | 12      | 0,583   | 427    | 446    | 0,957  |
| 9.       | Ausztrália (AUS)       | 6    | 1          | 4          | 4       | 13      | 0,308   | 303    | 408    | 0,743  |
| 11.      | Peru (PER)             | 5    | 0          | 5          | 2       | 15      | 0,133   | 316    | 422    | 0,749  |
| 11.      | Kenya (KEN)            | 5    | 0          | 5          | 2       | 15      | 0,133   | 280    | 412    | 0,680  |